# Бочац (село)
Бочац (серб. Бочац / Bočac) — село в общине Баня-Лука Республики Сербской Боснии и Герцеговины. Население составляет 946 человек по переписи 2013 года.

## Население

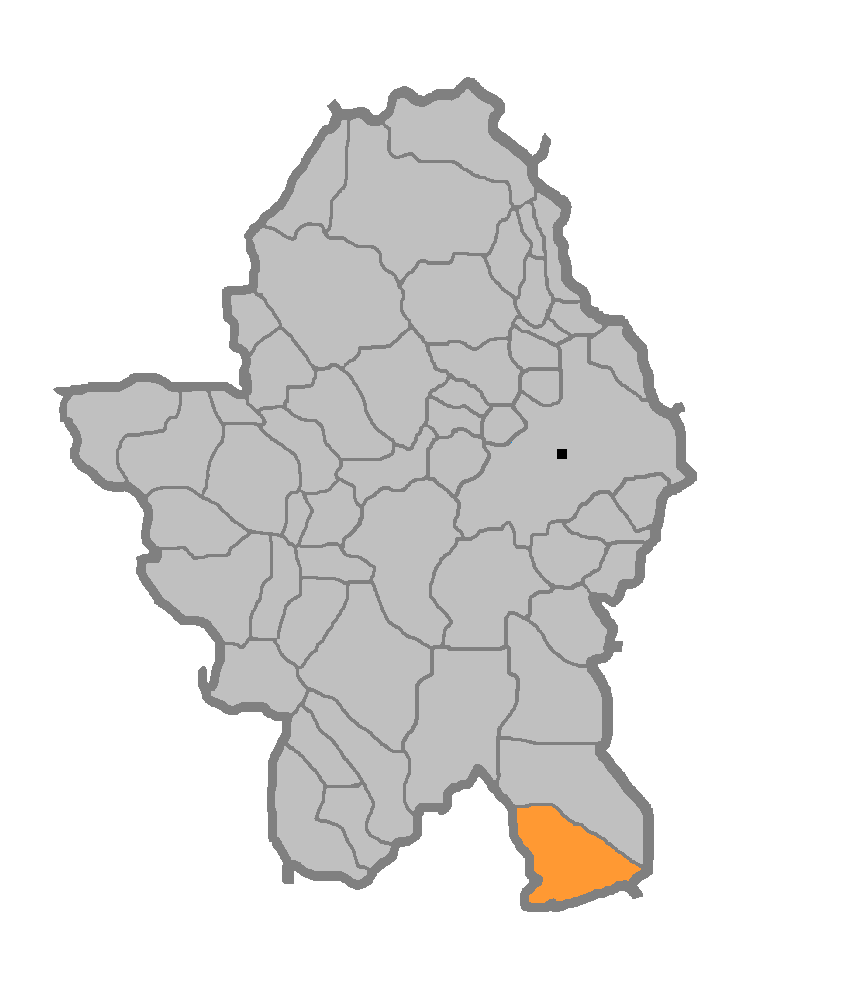
Бочац и его территория на карте общины Баня-Лука

## Экономика
Около села располагаются одноимённые водохранилище и ГЭС: последняя обеспечивает электричеством город Баня-Лука.

## Культура

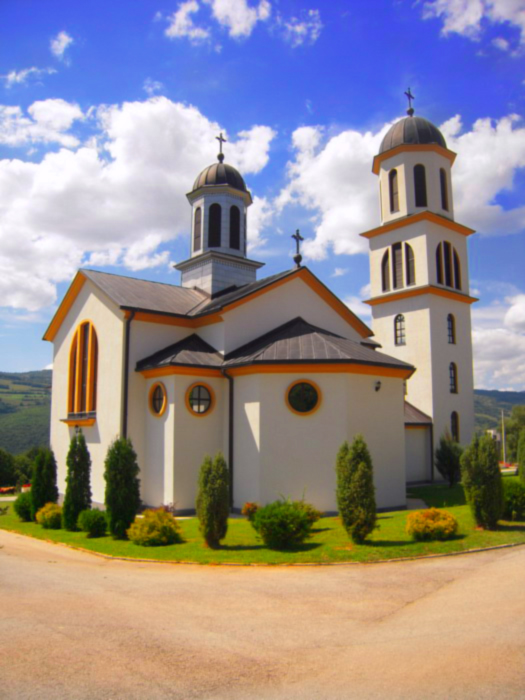
Церковь Святых Константина и Елены

В селе располагается старинная Бочацкая крепость, упоминаемая впервые в 1448 году. Также там есть церковь Святых Константина и Елены.